# Kanton Marches du Sud-Quercy
Der Kanton Marches du Sud-Quercy ist seit 2015 ein französischer Wahlkreis im Arrondissement Cahors im Département Lot; sein Hauptort ist Castelnau Montratier-Sainte Alauzie.

## Gemeinden
Der Kanton besteht aus 24 Gemeinden mit insgesamt 12.294 Einwohnern (Stand: 1. Januar 2022) auf einer Gesamtfläche von 606,58 km²:
| Gemeinde                            | Einwohner 1. Januar 2022 | Fläche km² | Dichte Einw./km² | Code INSEE | Postleitzahl |
| ----------------------------------- | ------------------------ | ---------- | ---------------- | ---------- | ------------ |
| Aujols                              | 376                      | 16,43      | 23               | 46010      | 46090        |
| Bach                                | 207                      | 21,02      | 10               | 46013      | 46230        |
| Beauregard                          | 228                      | 15,30      | 15               | 46020      | 46260        |
| Belfort-du-Quercy                   | 508                      | 36,19      | 14               | 46023      | 46230        |
| Belmont-Sainte-Foi                  | 129                      | 9,01       | 14               | 46026      | 46230        |
| Castelnau Montratier-Sainte Alauzie | 1.827                    | 84,76      | 22               | 46063      | 46170        |
| Cézac                               | 178                      | 17,34      | 10               | 46069      | 46170        |
| Concots                             | 409                      | 26,02      | 16               | 46073      | 46260        |
| Cremps                              | 389                      | 19,66      | 20               | 46082      | 46230        |
| Escamps                             | 209                      | 12,11      | 17               | 46091      | 46230        |
| Fontanes                            | 533                      | 16,44      | 32               | 46109      | 46230        |
| Laburgade                           | 374                      | 12,57      | 30               | 46140      | 46230        |
| Lalbenque                           | 1.878                    | 52,24      | 36               | 46148      | 46230        |
| Laramière                           | 353                      | 22,08      | 16               | 46154      | 46260        |
| Limogne-en-Quercy                   | 842                      | 32,31      | 26               | 46173      | 46260        |
| Lugagnac                            | 134                      | 15,81      | 8                | 46179      | 46260        |
| Montdoumerc                         | 570                      | 13,62      | 42               | 46202      | 46230        |
| Pern-Lhospitalet                    | 925                      | 40,31      | 23               | 46172      | 46170        |
| Promilhanes                         | 229                      | 14,55      | 16               | 46227      | 46260        |
| Saillac                             | 148                      | 16,28      | 9                | 46247      | 46260        |
| Saint-Paul-Flaugnac                 | 981                      | 51,15      | 19               | 46103      | 46170        |
| Varaire                             | 356                      | 25,52      | 14               | 46328      | 46260        |
| Vaylats                             | 327                      | 26,37      | 12               | 46329      | 46230        |
| Vidaillac                           | 184                      | 9,49       | 19               | 46333      | 46260        |
| Kanton Marches du Sud-Quercy        | 12.294                   | 606,58     | 20               | 4613       | –            |

## Veränderungen im Gemeindebestand seit der landesweiten Neuordnung der Kantone
2025: Fusion Lhospitalet und Pern → Pern-Lhospitalet
2017: Fusion Castelnau-Montratier und Sainte-Alauzie → Castelnau Montratier-Sainte Alauzie
2016: Fusion Flaugnac und Saint-Paul-de-Loubressac → Saint-Paul-Flaugnac